# Sauveur Lecomte

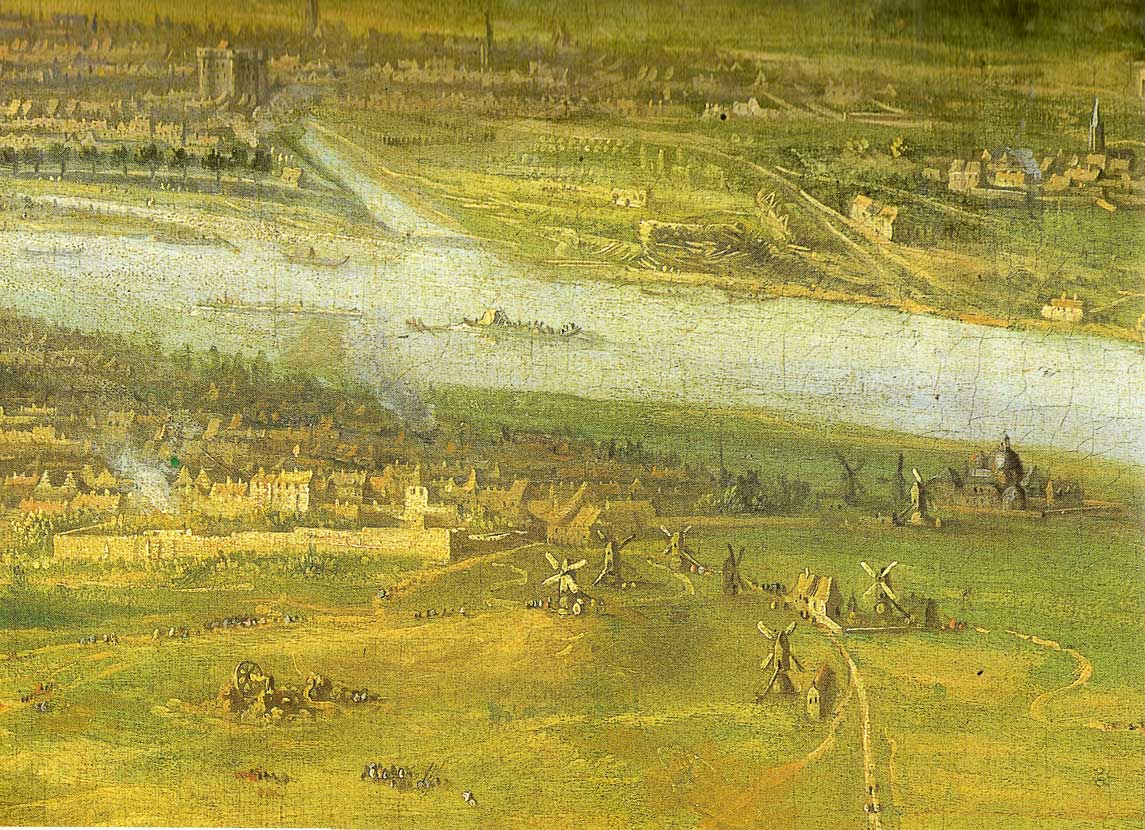
L'Assedio di Parigi (1690-1694)

Sauveur Lecomte, o Le Conte o Le Comte (1659 – 31 dicembre 1695   o 1694), è stato un pittore francese, specializzato nella rappresentazione di battaglie.

## Biografia
Figlio di Mainfrain e di Marguerite Duroure, studiò pittura presso Adam Frans van der Meulen.
Il 26 giugno 1689 Sauveur sposò Suzanne Louise Legeret, figlia dello scultore del re Jean Legeret, da cui ebbe una figlia Claude-Françoise, nata il 26 luglio 1690.
Tra il 1686 e il 1694, realizzò undici dipinti raffiguranti le principali battaglie combattute dal Gran Condé, su commissione dello stesso.
Alla morte di Adam Frans van der Meulen, avvenuta nel 1690, Lecomte e Jean Baptiste Martin ricevettero l'incarico di terminare la serie di dodici dipinti eseguiti per celebrare le conquiste del re.
Sauveur divenne così pittore del re e pittore ordinario delle conquiste del re e fu impiegato presso la Manifattura dei Gobelins.
Morì prematuramente nel 1694 o 1695.

## Alcune Opere
- L'Assedio di Parigi, 1690-1694
- La battaglia di Rocroi del 1643, Musée Condé, Chantilly
- Scena di battaglia, olio su tela, 68 x 91 cm
- Luigi XIV a cavallo, olio su tela, 180 x 146 cm